# 勾配磁場コイル
勾配磁場コイル（こうばいじばこいる、英語: gradient coil）とは、MRIにおいて重要な勾配磁場を生成するためのコイルである。勾配磁場コイルを用いることで、空間的に線形な磁場（静磁場方向）を生成することが可能になり、これによってMRIから得られる信号に位置情報を付加することができる。グラディエントコイルとも呼ばれる。臨床用MRIでは、しばしば傾斜磁場コイルと呼ばれているが、勾配磁場を作り出すコイルは、臨床用MRIが出現する以前から勾配磁場コイルと呼ばれていたので、本来はこの言葉が正しい物理用語である。核磁気共鳴分光法(NMR)においては、DOSYのような分子の拡散係数を利用したスペクトル分離に勾配磁場が用いられる。
MRI撮像中に一定周期で鳴る高い音は主に勾配磁場コイルがローレンツ力によって振動する音である。

## 勾配磁場コイルの種類
勾配磁場コイルは用いられる磁石の形状やRFプローブの形状によって決定されることが多い。主に用いられるコイルの形状として平板型と円筒型が挙げられる。
また、一般的にz軸方向コイル(longitudinal coil)とxy軸方向コイル(transverse coil)で電流分布が異なる。
RFコイル及び勾配磁場コイルはMRIの性能に大きく関わるため、現在でも活発に研究されている。

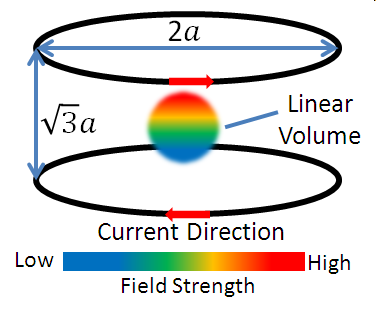
マックスウェル・ペア・コイル（Z方向の代表的な勾配磁場コイル）

勾配磁場コイルに要求される主な要素は
- 線形性

- 電力効率

- 立ち上がり時間（時定数）

等である。

## 代表的な勾配磁場コイル

### マックスウェル・コイル・ペア(maxwell coil pair)
代表的なz軸方向コイルであり、逆方向の電流の二つの円形コイルを重ねることによって作られる。
半径とコイル間の距離は理論的に決まっており、
半径を{\displaystyle r}としたとき、コイル間距離Lは{\displaystyle L={\sqrt {3}}r}と表すことができる。
このマックスウェル・コイル・ペアは線形性と電力効率が極めて良い。

### 直線電流
同様に代表的なxy軸方向のコイルである。
同じ方向の電流を軸対称の位置に置くだけであり、原理は極めて単純である。
z軸方向に流れる無限長の直線電流二本をx軸方向に{\displaystyle L}だけ離して{\displaystyle x=0,x=L}に位置に並行におく状況を考えれば、線間の磁場{\displaystyle B_{y}(x)}は
{\displaystyle B_{y}(a)={\frac {I\mu _{0}}{2\pi x}}-{\frac {I\mu _{0}}{2\pi (L-x)}}}
で表すことができる。(アンペールの法則を用いれば明らかである。)
ここで、磁場は軸({\displaystyle x=L/2})対称かつ原点でゼロとなる
ただし、数式からもわかるように、2本の直線電流では磁場勾配は線形でなく、近似的にそうみなせる領域も多くの場合で狭くなるため、通常このタイプのコイルが使われることはない。

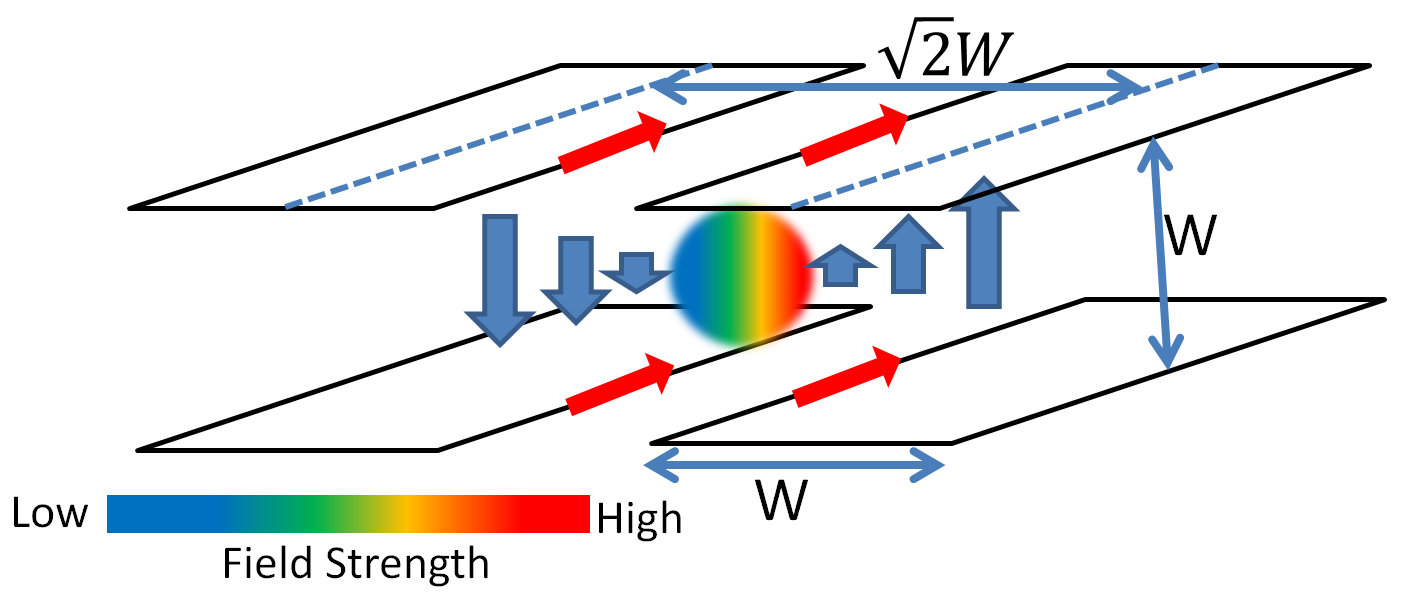
平行四線型コイル（X,Y方向の代表的な平板型勾配磁場コイル）

### 平行四線型コイル
並行四線型コイルは、現在広く知られているX,Y方向の勾配磁場コイルである。このコイルは、コイル間空隙と同等の幅の矩形電流を図で示すような間隔で配置するだけの単純な設計であるが、比較的広い線形磁場領域を得ることが可能である。
このような平板型の勾配磁場コイルは、主に永久磁石MRIに代表されるオープンMRIで使用されている。

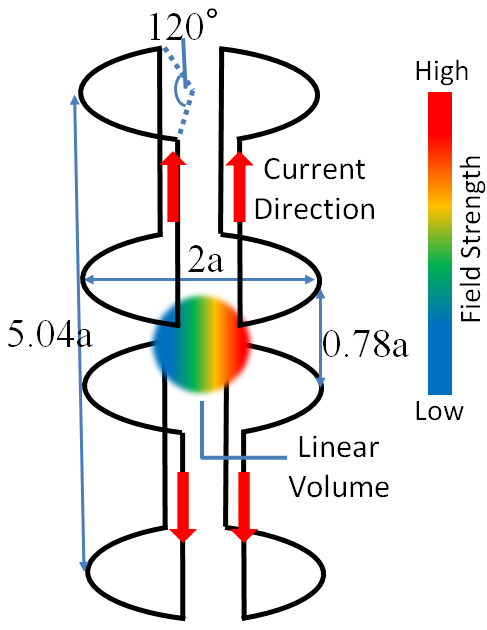
ゴレイコイル（X,Y方向の代表的な勾配磁場コイル）

### Golay型コイル
Golay型コイルは、同様に有名なX,Y方向の円筒型勾配磁場コイルである。このコイルは、図に示すように4つの鞍型の電流から構成されている。Golay, Marcelによって提案されたため、Golayコイル、Golay型コイルと呼ばれている。Golay型のコイルは、平行四線型コイル同様に形状が単純であるにもかかわらず、高い線形性を示すが、コイル長とインダクタンスが比較的大きいため、現在ではあまり用いられることはない。
このような円筒型の勾配磁場コイルは、主に超伝導磁石MRI等のトンネル型のMRI（多くの臨床用MRIがこれにあたる）で用いられている。

### その他の勾配磁場コイル
上記で示したいくつかの勾配磁場コイルは、古典的なコイルであり、多くのMRI装置ではより複雑な形状のコイルが用いられている。その理由としては、アプリケーションに応じて様々な要求が存在するためである。
例えば、これらの古典的なコイルにおいて、コイル間空隙が狭い場合は、それに応じて線形磁場領域が小さくなる。そこで、様々な最適な手法を用いて、より高度な勾配磁場コイルを設計することで、狭いコイル間に広い線形磁場領域を生成することが可能になる。現在勾配磁場コイルの設計には、ターゲットフィールド法、有限要素法、進化的アルゴリズム等の手法が用いられている。

## 関連記事
- MRI